# Gwizdek ultradźwiękowy

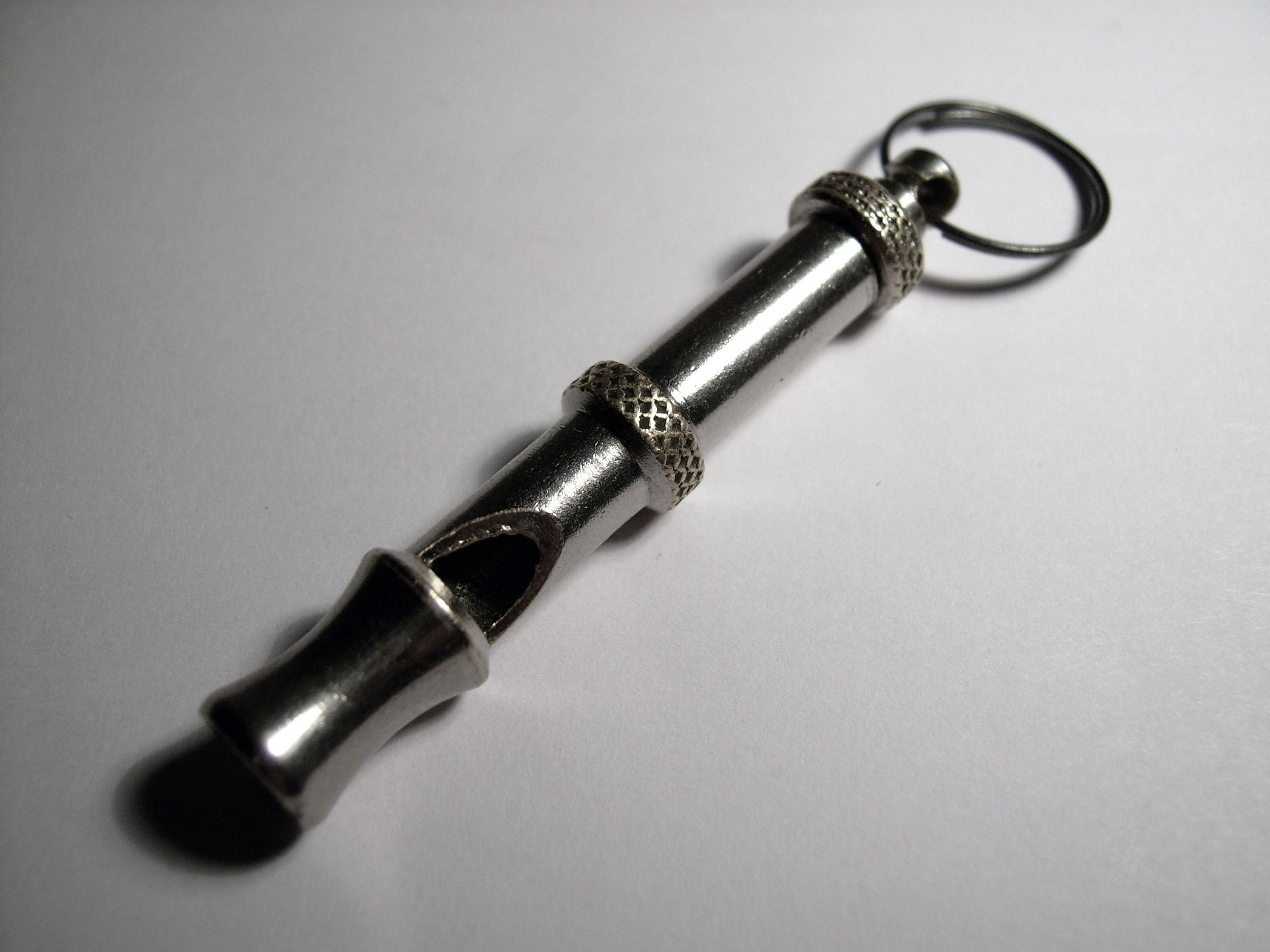
Gwizdek ultradźwiękowy

Gwizdek ultradźwiękowy – urządzenie wytwarzające dźwięk o częstotliwości przekraczającej 20 000 Hz. Gwizdek taki używany jest najczęściej przy tresurze lub do odganiania psów.
Górna granica zakresu słuchu psa wynosi około 45 kHz, a kota 64 kHz.